# كارين كافناغ
كارين كافناغ هي فيزيائية كندية، ولدت في 1956.